# Мольнар, Ференц
Фе́ренц Мо́льнар (венг. Molnár Ferenc; 1878—1952) — венгерский писатель и драматург. Учился в Женевском университете. Получив юридическое образование, занимался журналистикой. Писать начал в 1896 году. В 1940 году эмигрировал в США.
Первый успех принесла пьеса «Дьявол» («Чёрт»; «Az ördög», 1907).
Главное произведение — пьеса «Лилиом» («Liliom», 1909), которая легла в основу одноимённого фильма Фрица Ланга (1933) и бродвейского мюзикла «Карусель» (1945). В русском переводе вышла в 1960 году.

## Произведения
- романы «Голодный город» («Az éhes város»), «Арестанты» («Rabok»), «История брошенной лодки» («Egy gazdátlan csónak története»), «Андор» («Andor»), «Ева» («Éva»), «Добрая фея» («A jó tündér»), «Музыка» («Muzsika») и «Прощай, любовь моя» («Jsten veled, szivem»).
- пьесы «Гвардейский офицер» («A testör»), «Лебедь» («A hattyú»), «Волк» («A farkas», 1912), «Игра в замке» («Játék a kastélyban», 1926), «Олимпия» («Olympia», 1928), «Хрустальные туфельки» («Üvegcipö», 1924), «Мужская мода» («Úri divat»), «Красная мельница» («A vörös malom»), «Любовь небесная и земная» («Égi és földi szerelem», 1922).
- сборники рассказов «Голодный город» (1901), «Воруют уголь» (1918), романы «Тайна Арувимского леса» (1917), «Андор» (1918)
- роман для юношества («Мальчишки с улицы Пала»[англ.] («A Pál utcai fiúk», 1906; рус. пер. 1958)

### Издания на русском
- Мольнар Ф. Мальчишки с улицы Пала. М., 1986.
- Мольнар Ф. Комедии. М., 1967.

### Критика
- Матейка, Ян. Юбилей легкомысленного драматурга // Вестник иностранной литературы. 1928. № 11.

## Фильмография
- «Господин доктор» (1916, режиссёр Кертиц)
- «Мальчишки с улицы Пала» (1918, режиссёр Бела Балог)
- «Лилиом» / Liliom (1934, режиссёр Фриц Ланг, Франция, в главной роли Шарль Буайе)
- «Добрая фея» / The Good Fairy (1935, режиссёр Уильям Уайлер)
- «Я буду твоей» / I'll Be Yours (1947, режиссёр Уильям Сайтер)
- «Карусель» / Carousel (1956, режиссёр Генри Кинг, США)- мюзикл по пьесе «Лилиом»
- «Лебедь» (1956, США, режиссёр Чарльз Видор, с Грейс Келли в главной роли)
- «Один, два, три» (1961, режиссёр Билли Уайлдер, США, по пьесе «Egy, kettő, három»; в ролях: Джеймс Кэгни, Хорст Буххольц, Лизелотта Пульвер)
- Мальчишки с улицы Пала[англ.] / A Pál utcai fiúk, The Boys of Paul Street (1968, режиссёр Золтан Фабри; в ролях: Мари Тёрёчик, Шандор Печи (венг. Sándor Pécsi), Энтони Кемп (англ. Anthony Kemp), Ласло Козак (венг. László Kozák), Джон Молдер-Браун, Мартин Бомонт (англ. Martin Beaumont)… (номинация на «Оскар»))